# Blas Infante Pérez de Vargas

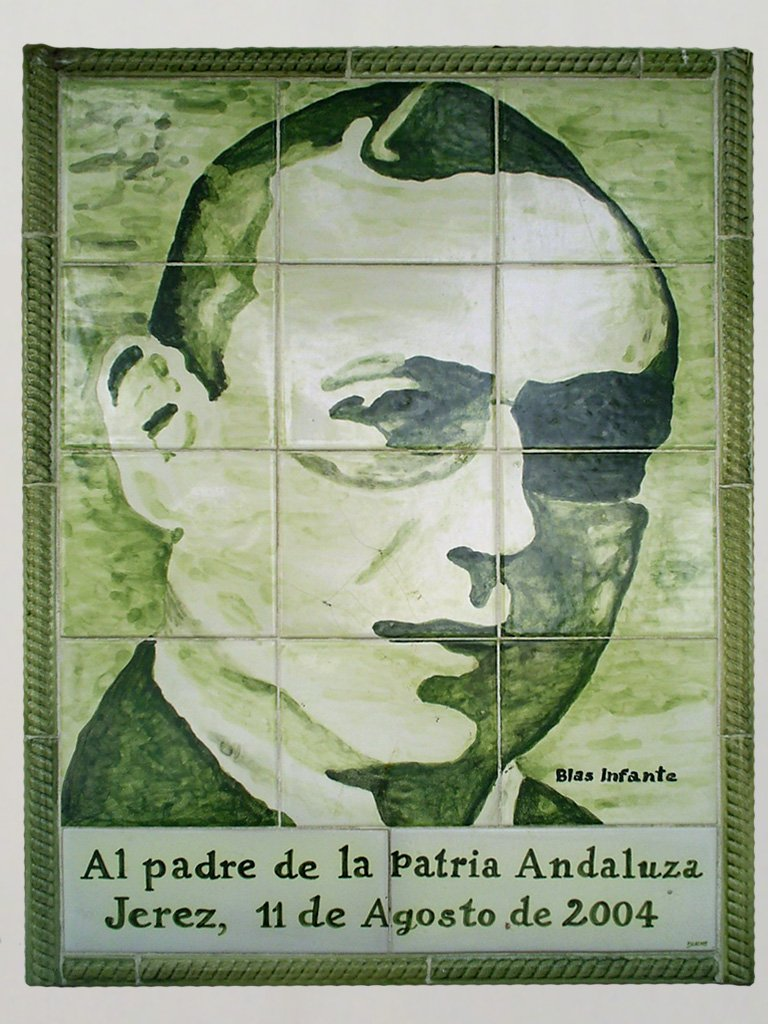
Retrat de Blas Infante en rajoles

Blas Infante Pérez de Vargas (Casares, Màlaga, 5 de juliol de 1885 - Sevilla, 11 d'agost de 1936) fou un polític, ideòleg i escriptor andalús, màxim exponent del nacionalisme andalús.
Infante alternà les tasques de notari, historiador, antropòleg, musicòleg, escriptor i periodista; endemés de ser un lector voraç i gran conferenciant. Es van editar 14 obres seves i va arribar a escriure més de 3000 manuscrits. El Parlament d'Andalusia va aprovar, de forma unànime el 1983, el Preàmbul per a l'Estatut d'Autonomia d'Andalusia, on es reconeix Blas Infante com a "Pare de la Pàtria Andalusa". La Fundació Centre d'Estudis Andalusos de la Junta d'Andalusia va adquirir en 2001 la casa de Blas Infante a Coria del Río, per a convertir-la en casa museu com a patrimoni històric i cultural andalús. És homenatjat cada any en la commemoració del Dia d'Andalusia els dies 28 de febrer.

## Contacte amb la realitat andalusa
El seu pare, Luis Infante Andrade, llicenciat en dret, era secretari del Jutjat de Casares, la seva mare, Ginesa Pérez de Vargas, provenia d'una família de pagesos de classe mitjana. Estudia batxillerat als Escolapis d'Archidona fins a 1899. Des de 1900 treballa com escrivent en el Jutjat de Casares, al mateix temps que estudia en la Facultat de Dret de la Universitat de Granada com a alumne lliure, finalitzant-la el 1906. Després d'aprovar les oposicions el 1909, exerceix com a notari a Cantillana (Sevilla) i aprofita per a entrar en contacte amb l'ambient intel·lectual sevillà i amb les idees polítiques regionalistes, especialment els membres de l'Ateneu sevillà. En poder observar l'estat dels jornalers andalusos quedà fortament impressionat. Anys més tard arriba a escriure:
"Jo tinc clavada en la consciència des de la infància la visió ombrívola del jornaler. Jo li he vist passejar la seva fam pels carrers del poble"

## La primera assemblea andalusa
L'ideari polític de Blas Infante, hereu dels moviments republicans i federalistes del segle xix, es basa en la defensa de l'andalusisme i en l'existència de diferències entre Andalusia i la resta de regions que formaven l'Espanya d'Alfons XIII. El seu objectiu era aconseguir la reconstrucció d'Andalusia, entesa com una necessitat per a obtenir la regeneració d'Espanya.
"El meu nacionalisme, abans que andalús, és humà. Crec que, pel naixement, la naturalesa assenyala als soldats de la Vida el lloc on han de lluitar per ella. Jo vull treballar per la Causa de l'esperit a Andalusia perquè en ella vaig néixer. Si en una altra part em trobés, m'esforçaria per aquesta Causa amb igual fervor". Blas Infante (Manuscrit AEE)
El 1915 es va publicar la seva obra més important, Ideal andaluz: varios estudios acerca del renacimiento de Andalucía on explica la seva visió personal de la història i problemes andalusos. El 1918 se celebra a Ronda la primera assemblea regionalista andalusa que, inspirada en la cantonalista Constitució Federal d'Antequera de 1883, estableix la base a seguir per l'andalusisme i així obtenir una autonomia plena per a Andalusia. A més s'aprovà la proposta de Blas Infante de recuperar la bandera andalusa verdi-blanca, documentada des de l'any 1095 i l'escut amb Hèrcules acompanyat dels lleons, inspirat en el de Cadis (el que anomenaria "les insígnies d'Andalusia"). L'any 1933 també proposa un himne basat en la melodia religiosa del cant jornaler Sant Déu, que cantaven a l'acabar el seu dia de treball. Aquests són ara els actuals símbols institucionals andalusos, segons l'Estatut d'Andalusia,
(vegeu-ho a wikisource) en el seu article 6.2:
«Andalusia té himne i escut propis que seran aprovats, definitivament, per Llei del Parlament d'Andalusia, tenint en compte els acords dictats sobre tals extrems per l'Assemblea de Ronda de 1918 i per les Juntes Liberalistes d'Andalusia el 1933».
Es defineix el concepte nacional d'Andalusia entenent-se com nacionalitat històrica publicat clarament en el Manifest de Còrdova de l'1 de gener de 1919, que entre altres coses deia:
"Sentim arribar l'hora suprema que caldrà consumar-se definitivament l'acabament de la vella Espanya (...).Declarem-nos separatistes d'aquest Estat que, en relació amb individus i pobles, conculca sense fre els furs de la justícia i de l'interès i, sobretot, els sagrats furs de la Llibertat; d'aquest Estat que ens desqualifica davant la nostra pròpia consciència i davant la consciència dels Pobles estrangers (...). Ja no val protegir els seus miserables interessos amb l'escut de la solidaritat o la unitat, que diuen nacional."
Durant la Primera Guerra Mundial és ingressat a la presó per intentar involucrar Espanya en la Guerra Mundial, trencant la seva neutralitat i alineant-se amb França i en contra d'Alemanya, sol·licitant que Espanya enviés el seu exèrcit en contra d'Alemanya i a favor de França.
A les eleccions generals espanyoles de 1918 Blas Infante intenta presentar-se pel districte electoral de Gaucín, un any després pel mateix districte i per Sevilla però en ambdues fracassa per la forta presència del caciquisme. Es casa amb Angustias García Parias amb la qual va tenir quatre fills i fa escriure Motamid (1920), La dictadura pedagógica (1921) i Cuentos de animales (1921).
Durant la dictadura de Miguel Primo de Rivera, rebutjà de col·laborar-hi, raó per la qual en foren clausurats en represàlia els Centres Andalusos, fundats per ell el 1916 i l'editorial de la revista "Andalucía" com a plataforma política del nacionalisme andalús dins d'un sistema federal. El 1921 publicà La dictadura pedagógica, una complexa anàlisi filosòfica.
El 1928 viatjà a Galícia per a reunir-se amb els ideòlegs del "galleguisme". Durant aquests anys també viatjarà al Marroc, Portugal... Participarà en la revista regionalista gallega "Nós".
El 1930 donà una conferència política a la Societat Econòmica d'Amics del País a Màlaga on ressalta el poble i ésser andalús històrics.

## El període republicà
Amb la proclamació de la II República el 1931, es fa càrrec de la notaria de Coria del Río (Sevilla), on construeix la seva casa, a la qual denomina Dar al-Farah (Vila Alegria) inspirada en l'arquitectura d'Al Andalús, encarregant-se personalment de la seva decoració. Blas Infante presideix la Junta Liberalista d'Andalusia (JLA) i torna a presentar-se a diferents candidatures pel Partit Republicà Democràtic Federal no obstant això no aconsegueix representació parlamentària. Els punts essencials de la campanya política són: el repudi al centralisme enfront d'un federalisme necessari, solució al caciquisme i del complicat sistema electoral, reforma econòmica i de la justícia, llibertat d'ensenyament, de matrimoni, etc. Aquestes idees i el promogut en la JLA tindrà gran importància en la redacció de l'avantprojecte d'estatut d'autonomia, redactat en gran part pel mateix Blas Infante. Escriu el llibre "La verdad sobre el complot de Tablada y el Estado libre de Andalucía". Encara que hi ha clars brots independentistes en l'andalusisme, mancant suport popular s'intenta moderar el discurs i definir l'Estat lliure d'Andalusia com "alliberat" de tota opressió, dominació i injustícia i d'aquesta forma poder decidir el seu futur. I aquesta hauria de venir per mitjà d'una gran reforma agrària dintre d'una nova Espanya republicana i federal.
Es presenta de nou a les eleccions de novembre de 1933 per Màlaga dintre d'una coalició "Izquierda Republicana Andaluza" (coalició dels partits Radical Socialista i Esquerra Radical Socialista).que acaba en un nou fracàs i en una desil·lusió notable per a Blas Infante. Surt en defensa en bastants ocasions de l'anarquisme, amb el qual simpatitzava i que estava sent durament reprimit.
En l'assemblea de Còrdova, el gener de 1933, s'aprova l'"Avantprojecte de Bases per a l'Estatut d'Autonomia", que s'haurà de sotmetre a referèndum però que s'anirà retardant fins que es paralitza amb l'inici de la Guerra Civil l'estiu del 36. No obstant això estudis actuals posen de manifest que l'Assemblea de Còrdova va ser un desastre per a l'andalusisme. S'esperava l'assistència de més de 700 assembleistes de les vuit províncies de l'actual comunitat andalusa i només hi arribaren dues centenes. La representació va ser desigual: Còrdova i Sevilla van aportar un 70% dels assembleistes, Màlaga no va arribar al 2%.
Els assembleistes de Granada, Jaén i Almeria tenien preparat un avantprojecte per a la Mancomunitat d'Andalusia Oriental i comptaven amb el suport de Huelva, que desitjava unir-se a Extremadura. Quan els assembleistes sevillans i cordovesos van presentar el seu avantprojecte els "Orientals" abandonaren l'assemblea. Llavors Blas Infante va amenaçar amb "residenciar les províncies dissidents" i l'avantprojecte va ser aprovat sense la participació dels assembleistes de Jaén, Almeria i Granada i l'abstenció dels de Màlaga.
Com els projectes de mancomunitat monàrquics, com amb la bases per a l'Estatut de 1933, ja en la República, els critica per ser "una mera descentralització administrativa". El 1934 visita al president de la Generalitat de Catalunya, Lluís Companys, empresonat amb altres membres del seu govern en el penal del Puerto de Santa María. Amb l'arribada al poder del Front Popular durant les eleccions de 1936 el moviment polític andalusista recobrà forces i durant l'Assemblea de Sevilla el 5 de juliol s'aclamà com a president d'honor de la futura Junta Regional d'Andalusia a Blas Infante.
Poc després del cop d'estat dels generals Mola, Sanjurjo, Goded i Franco, alguns membres de Falange el detenen en la seva casa de Coria del Río. Dies després, l'11 d'agost, Infante és afusellat, sense judici ni sentència, amb dos altres detinguts, l'ex-alcalde republicà de Sevilla José González Fernández de Labandera i el diputat socialista Manuel Barrios Jiménez, en el quilòmetre 4 de la carretera de Carmona mentre cridava Visca Andalusia lliure!. Quatre anys més tard del seu assassinat, el Tribunal de Responsabilitats Polítiques creat després de la guerra el condemnà a mort i a una multa econòmica als seus descendents per, segons un document del 4 de maig de 1940 escrit a Sevilla:
"perquè va formar part d'una candidatura de tendència revolucionària en les eleccions de 1931 i en els anys successius fins a 1936 es va significar com propagandista d'un partit andalusista o regionalista andalús".